# Zelia apicalis
Zelia apicalis là một loài ruồi trong họ Tachinidae.